# 히메히미즈
히메히미즈(ヒメヒミズ, Dymecodon pilirostris)는 진무맹장목 두더지과에 속하는 포유류의 일종이다. 일본의 고유종이다. 디메코돈속(Dymecodon)의 유일종이다. 이전에는 일본뒤쥐속(Urotrichus)으로 분류했다.